# Aitana Sánchez-Gijón
Aitana Sánchez-Gijón, właśc. Aitana Sánchez-Gijón de Angelis (ur. 5 listopada 1968 w Rzymie) – hiszpańska aktorka filmowa, teatralna i telewizyjna. 

## Życiorys
Urodziła się w Rzymie, ale wychowała w Hiszpanii w mieszanej rodzinie hiszpańsko-włoskiej. Ojciec, Ángel Sánchez-Gijón Martínez, był profesorem historii, a matka, Fiorella De Angelis, wykładała matematykę.
Najbardziej znana jest z występu w anglojęzycznym filmie Spacer w chmurach (1995) Alfonsa Arau, gdzie partnerował jej Keanu Reeves. Ponadto zagrała w takich obrazach, jak m.in. Usta do ust (1995) Manuela Gómeza Pereiry, Pokojówka z Titanica (1997) Bigasa Luny, Nie boję się (2003) Gabriele Salvatoresa czy Mechanik (2004) Brada Andersona. Laureatka Srebrnej Muszli dla najlepszej aktorki na MFF w San Sebastián za rolę w filmie Volavérunt (1999), ponownie w reżyserii Bigasa Luny.
Jako pierwsza w historii kobieta sprawowała funkcję przewodniczącej Hiszpańskiej Akademii Sztuki Filmowej w latach 1998-2000. Zasiadała w jury konkursu głównego na 53. MFF w Cannes (2000).